# Ioan Enciu
Ioan Enciu (* 14. April 1953 in Odorheiu Secuiesc) ist ein rumänischer Politiker der Partidul Social Democrat.

## Leben
Enciu studierte Bauingenieurwesen und Wirtschaftswissenschaften in Bukarest. Seit 2009 ist Enciu Abgeordneter im Europäischen Parlament.